# Petruška (burattino)
Petruška in russo Петрушка? è un popolare personaggio del teatro dei burattini russo.
Rappresenta un giovane di umili origini contadine. Tipicamente caratterizzato da tratti somatici spigolosi e di costituzione esile, nelle storie tradizionali ha spesso la meglio sui suoi avversari usando l'astuzia. Innamorato perennemente respinto della marionetta Ballerina. Ella ama sì Petruska però è costretta a scegliere tra lui e il moro con cui ha ballato quella notte, innamorata anche di lui.
Può essere considerato una derivazione di Pulcinella e giunse in Russia tramite l'Hanswurst, personaggio del teatro tedesco. Nei primi tempi fu addirittura censurato dallo zar Alessandro II di Russia. In seguito divenne molto popolare nel teatro dei burattini, per le sue caratteristiche di linguaggio umoristico, anche se piuttosto grossolano.
Il costume di Petruska è di colori vivaci, ha un pronunciato naso aguzzo e la sua voce è nasale e roca, ottenuta dal burattinaio tramite una pivetta.
Petruška è anche il protagonista dell'omonimo balletto, su musiche di Igor' Fëdorovič Stravinskij.